# Distrito electoral local 32 de la Ciudad de México
El XXXII Distrito Electoral Local de Ciudad de México es uno de los 33 distritos electorales locales en los que se encuentra dividido el territorio de Ciudad de México. Su cabecera es la alcaldía Álvaro Obregón.

## Ubicación
Limita al sur con el distrito XVI de Tlalpan, al este con el distrito XXX y al norte y al oeste con el distrito XXVI, ambos dentro de Coyoacán.
Desde 2023 se sitúa en el noroeste de la alcaldía Álvaro Obregón.

## Congreso de la Ciudad de México (desde 2018)
| Diputado                        | Grupo parlamentario | Legislatura | Periodo   |
| ------------------------------- | ------------------- | ----------- | --------- |
| Carlos Castillo Pérez           |                     | I           | 2018-2021 |
| Gerardo Villanueva Albarrán     | II                  | 2021 - 2024 |           |
| María del Rosario Morales Ramos | III                 | 2024 -      |           |

## Resultados electorales

### 2021
|  | 43.0768 % |

|  | 40.4393 % |

|  | 3.4439 % |

|  | 1.4733 % |

|  | 1.1044 % |

|  | 0.5887 % |

|  | 1.0572 % |

|  | 2.2487 % |

|  | 0.4264 % |

|  | 2.9689 % |

|  | 100.00 % |